# Вестрено
Вестрено (італ. Vestreno) — муніципалітет в Італії, у регіоні Ломбардія,  провінція Лекко.
Вестрено розташоване на відстані близько 530 км на північний захід від Рима, 70 км на північ від Мілана, 27 км на північ від Лекко.
Населення — 305 осіб (2014).

## Демографія
Населення за роками:

Станом на 31 грудня 2014 року в муніципалітеті офіційно проживало 14 іноземців з 7 країн, серед них 4 громадяни країн Євросоюзу.

## Сусідні муніципалітети
- Дервіо
- Доріо
- Суельйо